# 문경 김룡사 응진전 석조십육나한좌상 일괄
문경 김룡사 응진전 석조십육나한좌상 일괄(聞慶 金龍寺 應眞殿 石造十六羅漢坐像 一括)은 대한민국 경상북도 문경시 산북면, 김용사에 있는 불상이다. 2017년 8월 31일 경상북도의 유형문화재 제512호로 지정되었다.

## 지정 사유
이 불상은 응진전에 모셔진 24軀의 불상으로, 목조인 석가삼존불을 중심으로 좌우에 석조인 16나한과 제석천(帝釋天 2구), 사자(使者 2구), 동자(童子 1구) 등이 봉안되어 있다. 주존을 비롯한 석가삼존불은 모든 부분에서 나한상 등과 양식적으로 차이가 있다.
나한상 등에는 수조각승 수연(守衍)의 스승인 승호파(勝湖派) 양식에 기반한 17세기 말∼18세기 초 경상북도 일대의 조각 양식이 잘 드러나 있다. 이는 김용사 대웅전 불상에서 발견된 발원문에 의해서도 확인되는데, 이를 통해 응진전 불상의 조성시기는 1709년이며 조각승 수연 등에 의해 조성되었음을 확인할 수 있다.
정확한 제작연대와 조각가가 밝혀져 있고 18세기 초반 경상북도 지역의 불상 조각상황을 잘 보여주는 지표자료로서 학술적 가치가 있으므로 석조십육나한좌상 등을 일괄(一括)(20軀)하여 유형문화재로 지정한다. 다만, 관련기록이 없고 양식분석을 통한 제작시기나 조각승이 밝혀지지 않은 목조석가삼존상(3軀)과 동자상(1軀)은 금번 지정대상에서 제외한다.

## 갤러리

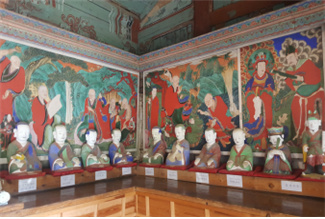